# جاكوب إل. مورينو
جاكوب ليفي مورينو (18 مايو 1889- 14 مايو 1974) هو طبيب نفسي وعالم نفس واجتماع ومدرّس أمريكي، مؤسس السيكودراما (الدراما النفسية)، والرائد الأساسي في مجال العلاج الجماعي. عُرف خلال حياته كواحد من قادة علماء الاجتماع.

## بداية حياته وتعليمه
ولد جاكوب ليفي مورينو في بوخارست في مملكة رومانيا. والده، مورينو نيسيم ليفي، تاجر من يهود سفارديون، ولد عام 1856 في بليفنا في الإمبراطورية العثمانية (اليوم بلفن، بلغاريا). انتقل جد جاكوب بوخيس إلى بليفنا من القسطنطينية، حيث استقر أجداده بعد أن غادروا إسبانيا عام 1492. يُعتقد أن عائلة المورينو قد غادرت بليفنا إلى بوخارست خلال الحرب الروسية العثمانية (1878-1877)، وذهبت وراء حاخام بليفنا، هايم بيجارانو في البحث عن بيئة رحبة أكثر. كانت والدة جاكوب مورينو، باولينا لانسو أو وولف، من يهود سفارديون أيضًا، ولدت عام 1873، ويعود أصلها إلى كالاراش، رومانيا.
في عام 1895، زمن الإبداع الفكري الكبير والاضطراب السياسي، انتقلت العائلة إلى فيينا. درس مورينو الطب والرياضيات والفلسفة في جامعة فيينا، وأصبح دكتورًا في الطب عام 1917. رفض نظرية فرويد بينما كان طالبًا في الطب، وأصبح مهتمًا في إمكانية العملية العلاجية في إطار المجموعة (العلاج الجماعي).
في سيرته الذاتية، يتذكر مورينو هذه المواجهة مع سيغموند فرويد عام 1912. «حضرت إحدى محاضرات فرويد، كان قد أنهى لتوّه تحليلًا لحلم تخاطري، ومع خروج الطلاب، تفرّد بي من بين الحشد وسألني عمّا كنت أفعله. أجبت: «حسنًا، د. فرويد، أبدأُ من حيث توقفت أنت. تُقابل الأشخاص في مكتبك بجوّه المُصطنع. أقابلهم في الشارع وفي منازلهم، في أجوائهم الطبيعية. تُحلل أحلامهم. أُعطيهم الشجاعة للحلم مرة أخرى. تحللهم وتمزقهم. أدعهم يمثلون أدوارهم المتناقضة وأساعدهم بوضع الأجزاء المشتتة معًا مرة أخرى».

## زيجاته وأولاده
في بروكلين، نيويورك، تزوج مورينو من بياتريس بيتشر عام 1926. انتهى الزواج بالطلاق، وفي عام 1938 تزوج من فلورنس بريدج، وأنجب معها طفلة واحدة اسمها ريجينا مورينو (ولدت عام 1939). تطلقا أيضًا، وتزوج زيركا تويمان عام 1049، وأنجب منها ولدًا اسمه جوناثان د. مورينو (ولد عام 1952).

## سيرته المهنية
خلال حياته في فيينا في أوائل القرن العشرين، بدأ مورينو فرقة مسرحية ارتجالية، باسم مسرح العفوية وهناك وضع شكلًا من أشكال العلاج النفسي دعاه سيكودراما (الدراما النفسية)، الذي يستخدم تمثيليات درامية ارتجالية وأدوارًا مسرحية وتعبيرات درامية عفوية وعلاجية أخرى لإطلاق عفوية وإبداع المجموعة وأفرادها. يرى مورينو «السيكودراما على أنها الخطوة المنطقية التالية بعد التحليل السيكولوجي». كانت «فرصة للقيام بالفعل بدلًا من الكلام فحسب، لأخذ دور الأشخاص المهمين في حياتنا لفهمهم أفضل، لنطمئنهم بأسلوب إبداعي في جو من الأمان ينسجه المسرح العلاجي، والأهم من ذلك كله أن نصبح بشرًا أكثر إبداعًا وعفوية».
في كتابه من سينجُ؟ (مقدمات، ص. 28)، كتب مورينو عن أصل تكوين مجموعة العلاج النفسي خاصته عام 1913-1914 في فيينا، يصيغ أفكاره بينما يعمل مع مجموعات من بائعات الهوى.
بانتقاله إلى الولايات المتحدة عام 1925، بدأ بالعمل في مدينة نيويورك. عمل مورينو هناك على نظريته التي تخص العلاقات بين الأشخاص، وتنمية عمله في السيكودراما، وفي القياس الاجتماعي، والعلاج النفسي الجماعي، والسوسيودراما وعلم اجتماع التحليل النفسي. كتب في سيرته الذاتية: «فقط في نيويورك، بوتقة انصهار الأمم، الحاضرة (المدينة) الشاسعة، بتحررها من جميع الأفكار المسبقة، أمكنني أن أكون حرًا لأواصل البحث في مجال قياسات الظواهر الاجتماعية في الأسلوب الرفيع الذي تصورته».
كتبت صحيفة نيويورك تايمز: «وجَدَ أن قبول نظرياته كان بطيئًا، خصوصًا لأن بعض زملائه استنكروا حبه للظهور».
عمل في معهد بليموث، بروكلين، وفي مستشفى ماونت سيناي (مانهاتن). في عام 1929، أسس مسرحًا ارتجاليًا في قاعة كارنيجي وعمل لاحقًا في مسرح النقابة. عمل دراسات حول قياسات الظواهر الاجتماعية في سجن سنج عام 1931. في عام 1936، أسس مصحة منارة التلة، والمسرح العلاجي المجاور لها.
شغِل لاحقًا مناصب في جامعة كولومبيا وذا نيو سكول للبحث الاجتماعي.
في عام 1932، قدّم مورينو العلاج النفسي الجماعي لأول مرة للجمعية الأمريكية للأطباء النفسيين، وشارك في تأليف دراسة حول  الطريقة الجماعية والعلاج النفسي الجماعي مع هيلينا هول جينينغز. كان هو وجينينغز أول من استخدم النموذج الشبكي العشوائي (أو، «سوسيوغرام الصدفة»، كما أسمياه)، سابقين لنموذج إيردوس-ريني والنموذج الشبكي لأناتول رابوبورت.
في السنوات الأربعين التالية طور مورينو وقدم نظرية العلاقات بين الأشخاص وأدوات ووسائل للعلوم الاجتماعية أسماها ‹سوسيودراما (الدراما الاجتماعية)›، ‹السيكودراما›، ‹القياس الاجتماعي›، و‹علم اجتماع التحليل النفسي›. في دراسته تحت عنوان «مستقبل عالم البشر»، يصف كيف طور هذه العلوم لمواجهة «المادية الاقتصادية لماركس، والمادية السيكولوجية لفرويد، والمادية التكنولوجية» لعصرنا الصناعي الحديث.
تصف سيرته الذاتية أهدافه الثلاثة:
1. «العفوية والإبداع هما قوى التحفيز في التقدم البشري، مستقلة عن وتفوق، دوافع الغريزة الجنسية والاجتماعية الاقتصادية التي كثيرًا ما تتشابك مع الإبداع العفوي، لكن تنكر هذه الفكرة أن هذا الإبداع وهذه العفوية هما وظائف نابعة من دوافع الغريزة الجنسية والاجتماعية الاقتصادية.
2. الحب والعيش المشترك عاملان مؤثران، ومبادئ عمل لا غنى عنها في حياة الجماعة. لذلك، فإن إيماننا بنوايا أخينا الإنسان هو من الأمور الأساسية، إيمان يسمو فوق الطاعة المجردة الناشئة عن القسر القانوي أو المادي.
3. يمكن للمجتمع الحيوي الذي يُبنى على هذه المبادئ أن يسترعي التنفيذ من خلال تقنيات جديدة....»[6]

توفي مورينو في مدينة نيويورك عام 1974، بعمر الرابعة والثمانين. اختار الموت عن طريق الامتناع عن الطعام والشراب بعد معاناته الطويلة مع المرض. دُفن رماده في فورهال سيميرنغ في فيينا. تُقرأ مرثيته المنقوشة على الضريح بناءً على طلبه: «الرجل الذي أحضر الضحكة إلى الطب النفسي».

## موجز إنجازاته
هناك شهادة بأن أساليب جاكوب مورينو قد استحقت الاحترام على مر الزمن. يُظهر البحث التالي من جامعة فيينا تأثيرًا هائلًا بأن نظرية مورينو المُسماة التلاقي (دعوات إلى التلاقي، 1914) كان تحمل تنمية لفلسفة أنا وأنت لمارتن بوبر، وتأثير بوبر على الفلسفة واللاهوت وعلم النفس. كتبت زوجته، زيركا مورينو: «صحيح أن بوبر وسع فكرة التلاقي، لكنه لم يخلق لها الوسائل لتتحقق». أما مورينو «أنتج الوسائل المتنوعة التي نستخدمها اليوم لتسهيل التلاقي البشري، والقياس الاجتماعي والعلاج النفسي الجماعي والسيكودراما والسوسيودراما». كانت زيركا هي نفسها خبيرة في السيكودراما والقياس الاجتماعي واستكملت أعمال زوجها الأخيرة.
مع مراكز ومعاهد تدريب في كل قارة تقريبًا، هناك عدة آلاف من الطلاب الذين يوسعون ويطورون عمليات التأهيل ويعلّمون الفنون والعلوم الخاصة بمورينو، لإدراك رؤية مورينو بصورة أوفى في سبيل جعل هذه العلوم الاجتماعية متاحة «للجنس البشري بأسره».
يرجع الفضل أيضًا وبشكل كبير إلى مورينو باعتباره واحدًا من المؤسسين لاختصاص تحليل الشبكة الاجتماعية، وهو فرع من فروع علم الاجتماع الذي يتعامل مع التطور الكمي لدور الفرد في مجموعة أو مجتمع عن طريق تحليل شبكة الارتباطات بينهم وبين الآخرين.
يحتوي كتابه لعام 1934 من سينجُ؟ على بعض تخطيطات الرسوم البيانية التصويرية الأولى للشبكات الاجتماعية (السوسيوغرام). في هذا الكتاب، قدّمَ شرحًا مشهورًا عن سبب تفشي وباء الهروب في مدرسة نيويورك لتأهيل الفتيات في هدسون.

## روابط خارجية
- جاكوب إل. مورينو على موقع الموسوعة البريطانية (الإنجليزية)